# Гриценко Микола Іванович (фізик)
Гриценко Микола Іванович (нар. 8 березня 1943, с. Підлісне Козелецького району Чернігівської області) — український фізик, доктор фізико-математичних наук (1989), професор (1990).

## Діяльність
Закінчив Чернігівський державний педагогічний інститут імені Тараса Шевченка (1964).
З 1964 року працює у рідному виші (нині Національний університет «Чернігівський колегіум» імені Т. Г. Шевченка). В 1982 року був призначений на посаду завідувача кафедри загальної фізики.

## Наукові інтереси
М.Гриценко — засновник і керівник лабортаторії рідких кристалів.
Дослідження у галузі фізики орган. напівпровідників і фізики рідких кристалів.

## Праці
- Использование нематических жидких кристаллов для неразрушающего контроля изделий микроэлектроники // Изв. АН СССР. Сер. физ. 1989. Т. 53, № 10 (співавт.);
- Подвижность носителей заряда в нематических жидких кристаллах // ФТТ. 1990. Т. 32, № 4 (співавт.);
- Physical aspects of nondestructive testing of microelectroproducts using NLC // Functional Materials. 1994. № 1 (співавт.);
- Контроль дефектности поверхности кремния нематическими жидкими кристаллами // Микроэлектроника. 1997. Т. 26, вып. 4 (співавт.);
- Electrooptic effect in a nematic liquid crystal due to a surface polarization at a pore of dielectric of MOS structure // Functional Materials. 1999. Vol. 6, № 6 (співавт.).